# Tanimbarsolfjäderstjärt
Tanimbarsolfjäderstjärt (Rhipidura opistherythra) är en fågel i familjen solfjäderstjärtar inom ordningen tättingar.

## Utbredning och systematik
Fågeln förekommer i Tanimbaröarna (Larat, Yamdena och Maru). Den behandlas som monotypisk, det vill säga att den inte delas in i några underarter.

## Status
IUCN kategoriserar arten som nära hotad.